# Augustus Goessling
Augustus Goessling (St. Louis, 17 november 1878 - aldaar, 22 augustus 1963) was een Amerikaans waterpolospeler en zwemmer.
Augustus Goessling nam als waterpoloër tweemaal deel aan de Olympische Spelen; in 1904 en 1908. In 1904 maakte hij deel uit van het Amerikaanse team dat het brons wist te veroveren. Hij speelde voor de club Missouri Athletic Club. In 1908 nam Goessling deel aan de onderdelen 100 meter rugslag en 200 meter borstcrawl.